# Feliu Ventura
Feliu Ventura (Xàtiva, 1976) is een popzanger uit València (Spanje) die in het Catalaans zingt.

## Leven
Aan het begin van zijn carrière in 1996 is hij sterk door zijn stadsgenoot Raimon beïnvloed. Gaandeweg evolueert zijn muziek naar akoestische pop-rock met groeiende aandacht voor de liedteksten. Hij werkt vaak samen met de gitarist Borja Penalba, de groep Obrint Pas en Lluís Llach i Grande.
Zijn carrière begint in 1996 met het album L'única diferència (Het enige verschil), nog op muziekcassette en begint hij te toeren in de Catalaanse landen. In het jaar 2000 volgt dan het tweede album Estels de tela (Stoffen sterren) dat zowel technisch als muzikaal duidelijk uitgerijpt is en waarbij hij langzaam zijn eigen stijl ontwikkelt. Het muziekmagazine Enderrock klasseert het album als de 5de beste plaat en het lied Estadi Xile haalt de derde plaats op het 10de Festival de Todas les Artes Víctor Jara in Chili in het jaar 2002. In 2003 verschijnt Barricades de paper (Papieren barricades) met Borja Penalba als producent onder het label Propaganda pel Fet. In 2005 organiseert hij samen met Lluís Llach een tournee en het album Que no s'apague la llum (Moge het licht niet uitdoven). In 2006 volgt Alfabets de Futur.
Bij de afstemming door de lezers van Enderrock heeft hij prijzen in alle categorieën gewonnen: beste zelf geschreven lied, beste artiest, beste plaat (voor Alfabets de Futur), beste chanson (voor Alacant, per interior), beste concert. Bij zijn tot nu toe laatste plaat, Música i lletra (Tekst en muziek) kiest hij bewust voor live-opname, omdat hij "handgemaakte" muziek levendiger vindt dan de perfectie van vaak overgeproducete studiomuziek.
Op het zevende festival van de Valenciaanse muziek in 2012 haalde hij met zijn laatste plaat de Premi Ovidi Montllor.

## Werken

### Solo
- 1996 - L'única diferència
- 2000 - Estels de tela
- 2003 - Barricades de paper
- 2005 - Que no s'apague la llum (met Lluís Llach)
- 2006 - Alfabets de futur
- 2011 - Música i lletra

### Compilaties
- 2007 – L'Ovidi s'en va a Palau een hommage van diverse artiesten aan de zanger Ovidi Montllor (1942-1995)[5] CD & DVD
- 2008 – Musiquetes per a la bressola (kerstmuziek)
- 2009 – Xirinacs al Palau (met Refugi, Obrint Pas, Aramateix, Elèctrica Dharma en Choral Sant Jordi), een hommage aan de filosoof en pacifist Lluís Maria Xirinacs i Damians in het Palau de la Música Catalana[6]

### Bijdragen
- 2004 – La flama (Obrint Pas)
- 2005 – Set voltes rebel (Cesk Freixas)
- 2005 – En Moviment (Obrint Pas)
- 2005 – Sempremés (Brams)
- 2008 – Secrets guardats (Eduard Iniesta)

- Biblioteca Nacional de España: XX1624262
- International Standard Name Identifier: 0000 0001 1822 3999
- MusicBrainz: 09ec0c21-03e0-4cd1-aa95-1f4d17984a4d
- Système universitaire de documentation: 164504354
- Virtual International Authority File: 169239692
- WorldCat: E39PBJcwB6tt9XtfvKBPH94rMP